# Каждый хочет любить (фильм)
«Каждый хочет любить» (фр. Mes amis, mes amours) — романтическая комедия, снятая режиссёром Лоррейн Леви (фр. Lorraine Levy) по мотивам одноимённого романа Марка Леви. В главных ролях Венсан Линдон и Паскаль Эльбе. 2 июля 2008 года состоялась премьера во Франции, 4 июля — в Великобритании.

## Сюжет
Двое лучших друзей — французы Антуан (П. Эльбе) и Матиас (В. Линдон), живут в Лондоне. Оба разведены, поддерживают добрые отношения с экс-супругами и оба воспитывают детей. Но деловой Антуан живёт в этом городе уже много лет, а Матиас только сейчас переехал туда из Парижа. Понимая, что ему будет тяжело привыкнуть к новому месту, Матиас предлагает своему другу вспомнить их детскую мечту: поселиться под одной крышей. Дети в восторге, знакомые женщины пожимают плечами. Антуан составил табель правил, которых они должны будут придерживаться в совместном доме (не приводить женщин, не ругаться при детях, возвращаться не позже полуночи и т. д.). Однако за много лет дружбы, характеры героев изменились, и они уже не те, что были в детстве. Чистюля Антуан, давно забывший о женщинах и прочих радостях весьма далёк от эгоистичного разгильдяя Матиаса, который, кстати, незамедлительно влюбляется в привлекательную журналистку Одри (В. Ледуайен). За друзьями присматривает Ивонна — владелица небольшой закусочной неподалёку и Софи — цветочница, пишущая письма своему бестолковому возлюбленному…

## В ролях
- Венсан Линдон — Матиас
- Паскаль Эльбе — Антуан
- Виржини Ледуайен — Одри
- Флоренс Форести — Софи
- Бернадетт Лафон — Ивонна
- Мар Содуп — Валентин, бывшая жена Матиаса
- Матиа Млекюз — МакЭнзи
- Том Инверницци — Луи, сын Антуана
- Гаранс Ле-Гийермик — Эмилли, дочь Матиаса
- Ричард Симс — Джон Гловер, бывший владелец книжного магазина, где работает Матиас